# 글라이딩 (차량)

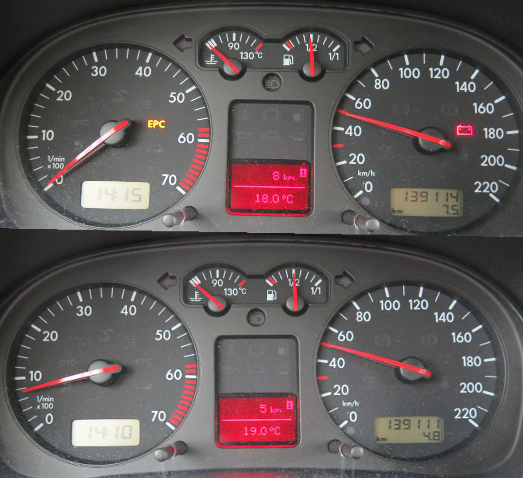
50km/h의 속도로 주행할 때 대시보드를 살펴보면, 위 사진은 연소 엔진이 꺼진 글라이딩을 보여준다. 아래 그림은 클러치가 풀리거나 변속기가 중립에 있어서 엔진이 공회전하는 타력 주행을 보여준다.

글라이딩은 연료를 절약하기 위해 차량이 여전히 움직일 때 내부 연소 엔진을 끄는 에너지 효율적인 주행 모드이다. 이는 차량을 공회전 상태로 유지하여 차량을 움직이게 하는 코스팅(coasting)과 구분된다. 코스팅은 엔진을 바퀴에서 분리함으로써 차량을 공회전 상태로 유지하는 것을 의미한다. 이는 클러치를 분리하거나 변속기나 기어박스를 중립 위치로 설정함으로써 이루어진다. 글라이딩과 코스팅은 차량의 질량에 저장된 가속된 운동 에너지, 즉 관성을 사용하여 차량을 움직이게 한다. 그러나 공기 저항, 말단 저항 및 중력과 같은 움직임에 저항하는 힘으로 인해 이 에너지는 소멸된다. 이러한 기능은 하이브리드 전기 차량의 핵심 개념이며, 엔진 컨트롤러에 의해 자동으로 수행된다. 일부 주행 방식에서는 코스팅을 수동으로 할 수 있지만, 글라이딩은 기어박스가 필요하다. 수동 글라이딩 또는 코스팅은 일부 주(state)에서 불법일 수 있다. 엔진을 멈추는 추가 버튼은 1979년 독일 모터쇼에서 소개되었지만, 이후 어떤 차량의 대량 생산 제품에도 특징으로 채택되지 않았다. 1980년에는 IRVW II에서 연구가 이루어졌다. 이른바 전자 제어 클러치(eClutch)는 운전자가 가속을 해제할 때 클러치를 분리하는 액추에이터를 사용한다.
스타트-스탑 시스템은 차량이 정지될 때 엔진을 꺼지게 하는 시스템이다. 반면, 글라이딩은 차량이 여전히 움직일 때 엔진을 끄는 것이다. 전력 스티어링이나 진공 서보와 같은 안전 관련 구성 요소는 전기로 작동해야 할 수도 있지만, 대부분의 차량에서는 이러한 구성 요소가 연소 엔진에 의해 작동된다. 연료 절약은 도로 지형과 교통 상황에 따라 다를 수 있다. NEDC 주행 주기에서 최대 7%의 연료를 절약할 수 있다고 추정되지만, 실제 도로 교통 상황에서는 최대 10%의 절약 효과가 있을 것으로 예상된다.

## 타력 주행
코스팅은 차량의 클러치를 분리하거나 중립 기어를 선택함으로써 차량을 계속해서 움직이게 하는 것인데, 이를 통해 차량을 쉽게 조종할 수 있도록 하는 데 있어서 반드시 이렇게 해야 하는 것은 아니다. 저속에서 클러치를 분리하거나 엔진 브레이킹이 거의 없거나 전혀 없는 경우에는 이를 코스팅이라고 분류하지 않는다. 이는 차량을 쉽게 조종하기 위한 단순한 방법일 뿐이다.
그것은 또한 엔진을 차량의 공회전 속도보다 더 높은 속도로 주행한 다음 변속기나 기어박스를 중립 위치로 설정하거나 클러치를 해제하여 엔진을 공회전 모드로 유지하는 것으로도 볼 수 있다.

## 일반 차량 글라이딩
클러치 페달을 밟으면 엔진이 바퀴, 드라이브 샤프트 및 기어박스와 같은 동력전달 장치와 분리된다. 액셀러레이터를 해제하면 엔진이 공회전 속도로 감속한다. 시동을 끄면 추가적인 영향이 있다. 열쇠를 뽑으면 핸들이 잠긴다. 일부 차량은 시동을 끌 때 헤드라이트나 브레이크 라이트를 끈다. 엔진을 정지한 후에 브레이크를 밟으면 브레이크를 작동하는 데 더 많은 시간이 소요되거나 브레이크를 여러 번 밟으면 진공 서보의 예비력이 방출되어 브레이크 지원력이 감소할 수 있다. 또한, 벨트로 구동되는 파워 스티어링은 즉시 고장 날 수 있다. 실제 하이브리드 차량은 전기식 파워 스티어링과 브레이크 지원 시스템을 갖고 있다. 큰 엔진이나 압축비가 높은 엔진은 글라이딩 차량의 운동 에너지나 후행 저항으로부터 클러치로의 거친 출발로 파워트레인 구성 요소에 손상을 일으킬 수 있다. 더 높은 기어를 사용하면 파워트레인에 가해지는 토크 힘이 감소한다. 시동을 끄면 엔진 제어 유닛(ECU)이 엔진 샤프트 위치를 감지해야 한다. 일부 ECU는 시동 및 연료 분사 타이밍을 감지하려면 카메론의 여러 회전이 필요할 수 있다. 차가운 시작 시 엔진이 작동 온도를 감지할 때까지 임시로 더 많은 연료가 사용된다.
글라이딩 차량이 토크 컨버터 기반의 자동 변속기를 장착하고 있으면 윤활 부족으로 인한 손상이 발생할 수 있다. 또한, 차량의 운동 에너지나 저항으로부터 엔진을 클러치로 다시 시작하는 것은 불가능하다. 스타터를 사용해야 한다. 터보 엔진이 장착된 차량을 글라이딩하는 경우 배기에서 남아 있는 열이 터보 베어링에 손상을 일으킬 수 있다. 동기화되지 않은 변속기는 더블 클러치를 필요로 하며 차량과 엔진 속도가 다를 때 기어를 넣을 수 없다.

## 추가 자료
- 소비지도